# Navarra (Braga)
Navarra ist ein Ort und eine ehemalige Gemeinde (Freguesia) im Norden Portugals.

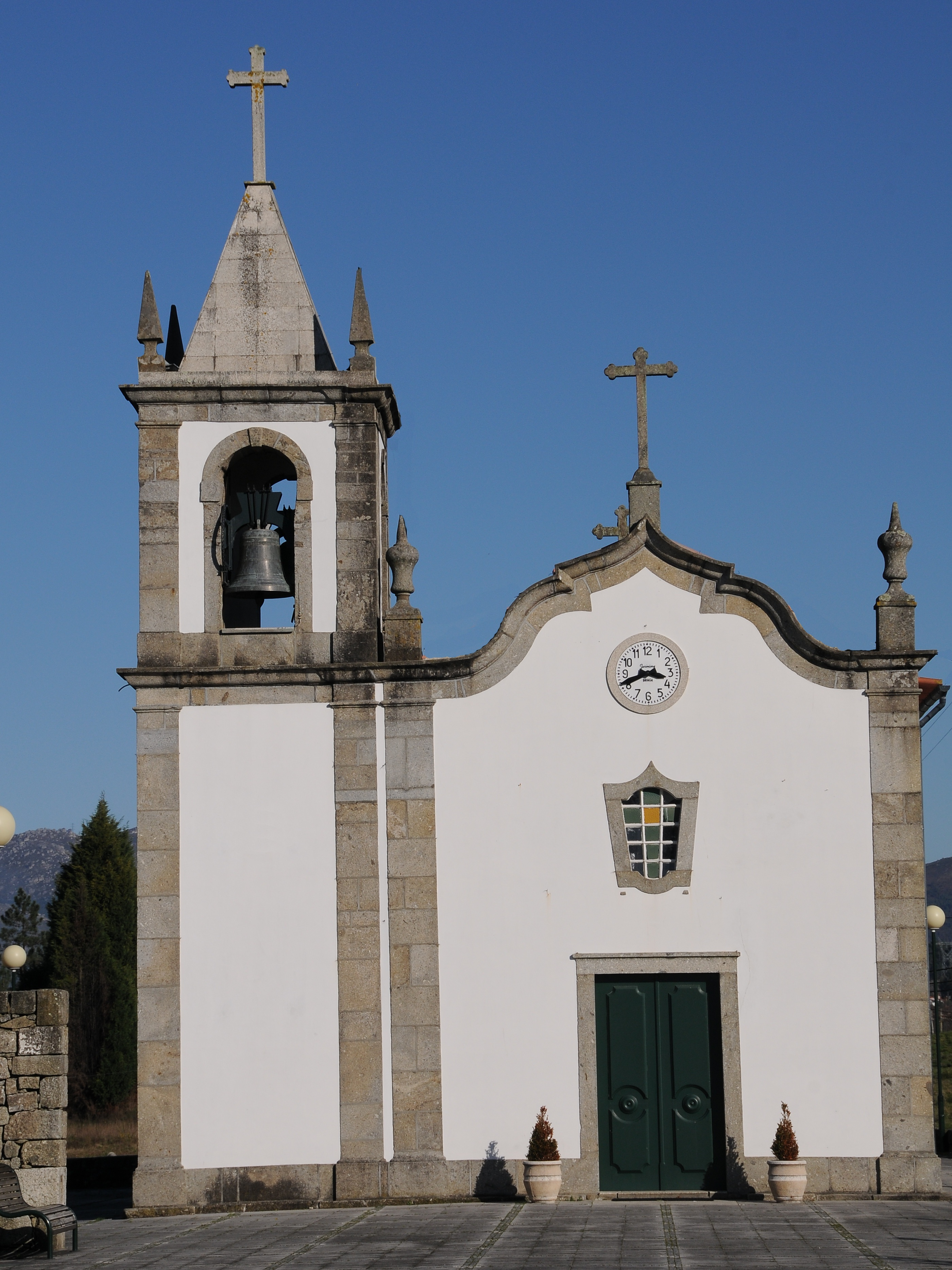
Kirche von Navarra

Navarra gehört zum Kreis Braga im gleichnamigen Distrikt Braga. Die Gemeinde hatte eine Fläche von 2,23 km² und 457 Einwohner (Stand 30. Juni 2011). Der Ort ist nur gering urbanisiert.
Am 29. September 2013 wurden die Gemeinden Navarra und Santa Lucrécia de Algeriz zur neuen Gemeinde União das Freguesias de Santa Lucrécia de Algeriz e Navarra zusammengeschlossen.